# جینسترا
جینسترا (به ایتالیایی: Ginestra) یک کومونه در ایتالیا است که در استان پوتنزا واقع شده‌است.

## خصوصیات
جینسترا ۱۳ کیلومترمربع مساحت و ۷۱۸ نفر جمعیت دارد و ۵۴۶ متر بالاتر از سطح دریا واقع شده‌است.